# 王水
王水，又称王酸、硝基盐酸，由浓硝酸和浓盐酸按1比3（物量比）混合而成，化学方程式3HCl＋HNO₃⇌NOCl＋Cl₂＋2H₂O。酸性和氧化力极强，是少数能溶解金和铂的溶液，也因此得名。王水不稳定，極易变质分解，暴露在空气中会冒黄色烟雾，不宜长期存放，一般在使用前配制，现配现用。王水在冶金工业和化学分析用于溶解金属，也用于蚀刻工艺。王水可以溶解像是金和鉑之類的惰性金屬，不過王水無法溶解所有金屬。

## 历史
盐酸约于800年左右由波斯炼金术士贾比尔·伊本·哈杨（Jabir ibn Hayyan）将食盐与矾（硫酸）混合到一起时发现。他将盐酸与硝酸混合在一起发明了能溶解金的王水。
二次大战德国侵略丹麦期间，匈牙利化学家乔治·德海韦西将德国物理学家马克斯·冯·劳厄（1914）和詹姆斯·弗兰克（1925）所获得的金质诺贝尔奖章溶化在王水中，使纳粹德国无法抢走奖章。德海韦西将溶解了奖章的王水放在他尼尔斯·玻尔研究所实验室的架子上。溶液瓶子和其他数百个瓶子混在一起，纳粹并未注意到。战后，德海韦西将完全没有受到挪动的溶液回收并析出了其中的黄金，并将黄金还给诺贝尔基金会和瑞典皇家科学院。后者重铸了奖章，并将它们交还给了劳厄和弗兰克。

## 原理
王水中的硝酸有强氧化力，氯离子有强配位力。硝酸可以氧化金或铂为金属离子，但仅有硝酸時，这些金属离子会阻碍氧化反应继续。而王水高浓度的氯离子会与金属离子形成配合物，降低溶液中金属离子的浓度，反应得以继续。以金为例，
{\displaystyle {\rm {\ Au^{3+}+3{\mathit {e}}^{-}\rightarrow Au;\ \ E^{\ominus }=1.52V}}}
{\displaystyle {\rm {\ AuCl_{4}^{-}+3{\mathit {e}}^{-}\rightarrow Au+4Cl^{-};\ \ E^{\ominus }=1.002V}}}
Au与Cl−配位形成AuCl4−，增强金的还原能力，使黄金可以完全溶解。
王水與塊狀銀反應在銀表面生成白色氯化銀沉澱（氯化銀既不溶於水，也不溶於硝酸）覆蓋住銀而阻礙反應，塊狀銀幾乎不溶於王水。鈦、钽、釕、锇、銠、銥等另一些惰性金属因为其离子不能和氯离子生产稳定的配合物，所以不受王水腐蚀。

## 化學性質
可溶解金和鉑
与金反应：Au＋HNO₃＋4HCl→HAuCl₄＋NO↑＋2H₂O
室温下与铂缓慢反應：3Pt＋4HNO₃＋18HCl→3H₂PtCl₆＋4NO↑＋8H₂O

## 犯罪
- 1998年3月，台灣清大王水溶屍案[3]
- 2008年4月28日，中国大陆内蒙古自治区鄂尔多斯市公安局东胜区分局刑偵大隊破獲一宗黃金盜竊案，店老闆為了盜取黃金，專門用腐蝕性很強的王水清洗黃金項鍊。店老闆交代，一般黃金等首飾清洗時，先用火燒，將黃金加熱去除上面的油漬，然後將燒熱的黃金放入鹽酸溶液中清洗，這樣上面的灰塵就被洗下來，而對黃金本身沒有損耗。但他將清洗溶液換成王水，利用化學反應竊取顧客的首飾黃金，浸泡時間越長竊取的黃金越多。[4]